# Grijskopwouw
De grijskopwouw (Leptodon cayanensis) is een vogel uit de familie van de havikachtigen (Accipitridae).

## Verspreiding en leefgebied
Deze soort komt voor van het oostelijke deel van Centraal-Mexico tot noordelijk Argentinië en telt twee ondersoorten:
- L. c. cayanensis: van zuidoostelijk Mexico tot Ecuador, het Amazonebekken, de Guiana's en Trinidad.
- L. c. monachus: van centraal Brazilië tot noordelijk Argentinië.

## Status
De grootte van de populatie is in 2019 geschat op 50-500 duizend volwassen vogels. Op de Rode lijst van de IUCN heeft deze soort de status niet bedreigd.